# دلي ريتش السفلي (مارغون)
دلي ریتش السفلی (بالفارسية: دلی ریچ سفلی) هي قرية تقع في إيران في قسم مارغون الريفي. يقدر عدد سكانها بـ 165 نسمة بحسب إحصاء 2016.